# Microhedyle odhneri
Microhedyle odhneri is een slakkensoort uit de familie van de Parhedylidae. De wetenschappelijke naam van de soort is voor het eerst geldig gepubliceerd in 1955 door Ev. Marcus & Er. Marcus.